# Ahlsdorf
Ahlsdorf est une commune allemande de l'arrondissement de Mansfeld-Harz-du-Sud, Land de Saxe-Anhalt.

## Géographie
La Dippelsbach traverse la commune.
|          | Benndorf   |        |
| Mansfeld | Ahlsdorf   | Helbra |
|          | Hergisdorf |        |

La commune comprend le quartier de Ziegelrode.

## Histoire
Ahlsdorf est mentionné pour la première fois en 708.

## Personnalités liées à la commune
- Gerhard Becherer (1915-2003), physicien
- Lutz Meier (1948-1972), officier de l'armée est-allemande
- Peter Gaffert (né en 1960), homme politique